# 劉芳譽 (順治進士)
劉芳譽，河南省開封府鄭州（今河南省鄭州市）人，清朝政治人物、進士出身。

## 生平
順治三年，登進士，授鴻臚寺序班。順治八年，改戶部理事官，后拜他喇布勒哈番騎都尉。順治十年，任甲喇章京參領。